# 愛培學校
愛培學校（英語：Aoi Pui School），是一所在香港教育局註冊，專門為自閉症學童而設立的學校。

## 校史
愛培學校位於前紅磡街坊會小學校址，是一所經教育局批核的香港註冊私立小學，服務對象是有自閉症的兒童。

## 另見
- 紅磡三約街坊福利會 （页面存档备份，存于）

## 外部連結
- 愛培學校 （页面存档备份，存于）